# Martti Talvela

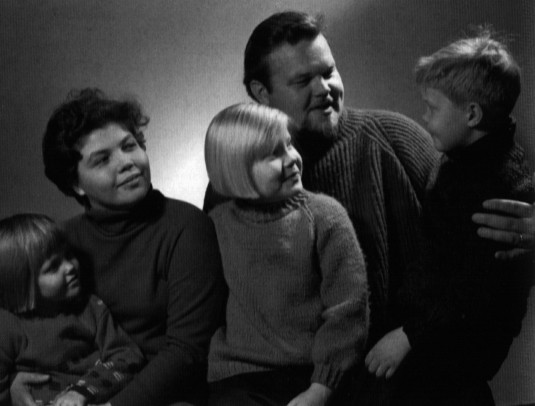
Martti Talvela met zijn gezin

Martti Olavi Talvela (Hiitola, Finland, thans in Karelië, 4 februari 1935 — Juva, 22 juli 1989) was een Finse opera-bas (basso profondo).
Talvela studeerde in Lahti en Stockholm. Zijn operadebuut beleefde hij in 1960 in Helsinki als Sparafucile. Talvela, met zijn indrukwekkende gestalte (hij was 2,03 meter lang), kreeg vooral bekendheid in zijn rollen als Boris Godoenov en Pimen in de gelijknamige opera Boris Godoenov van Modest Moessorgski en vooral in zijn vele rollen in opera’s van Richard Wagner: Koning Marke, Hunding, Fasolt, Fafner en Hagen. Hij werd geroemd om zijn vertolking van koning Philips II in Verdi's opera Don Carlos. Tot de andere rollen waarmee hij bekendheid kreeg, behoren onder andere Sarastro in Die Zauberflöte van Wolfgang Amadeus Mozart.
Vanaf 1962 was hij vaak op de Bayreuther Festspiele te gast. Lange tijd is hij aan de Staatsoper Unter den Linden (Berlijn) verbonden geweest. Aan het einde van zijn zangcarrière, geplaagd door verzwakking en ziekte, nam hij nog Schuberts Winterreise op, waarbij het publiek hem ook leerde kennen als vertolker van liederen.
In 1989 stierf hij aan een hartaanval, op de bruiloft van zijn dochter.

## Discografie (selectie)
- Met Herbert von Karajan: Das Rheingold (Fasolt), Die Walküre (Hunding), Boris Godoenov (Pimen)
- Met Karl Böhm: Tristan und Isolde (König Marke), Fidelio (Don Fernando), Don Giovanni (Komtur), Das Rheingold ( Fasolt)
- Met Georg Solti: Die Zauberflöte (Sarastro), Die Entführung aus dem Serail (Osmin)
- Met Hans Knappertsbusch: Parsifal (Titurel)
- Met James Levine: Die Zauberflöte (Sarastro), Parsifal (Titurel)
- Met Richard Bonynge: Rigoletto (Sparafucile)

- Bibsys: 99035849
- Biblioteca Nacional de España: XX872768
- Bibliothèque nationale de France: cb139002747 (data)
- CiNii: DA08343394
- Gemeinsame Normdatei: 124057810
- International Standard Name Identifier: 0000 0001 0865 3645
- Library of Congress Control Number: n79073542
- Nationale Bibliotheek van Letland: 000106662
- MusicBrainz: 837cdbca-b803-4ecf-adf2-c56020f78785
- Nationale Bibliotheek van Tsjechië: pna2006338041
- Nationale Bibliotheek van Israël: 987007457298805171
- Nederlandse Thesaurus van Auteursnamen: 072085428
- SNAC: w6n87847
- Système universitaire de documentation: 113767951
- Virtual International Authority File: 5119141
- WorldCat: E39PBJp9xW3mD9hdYt7YDr3bBP